# 매듭 이론

세잎매듭은 가장 단순한 비자명 매듭이다.

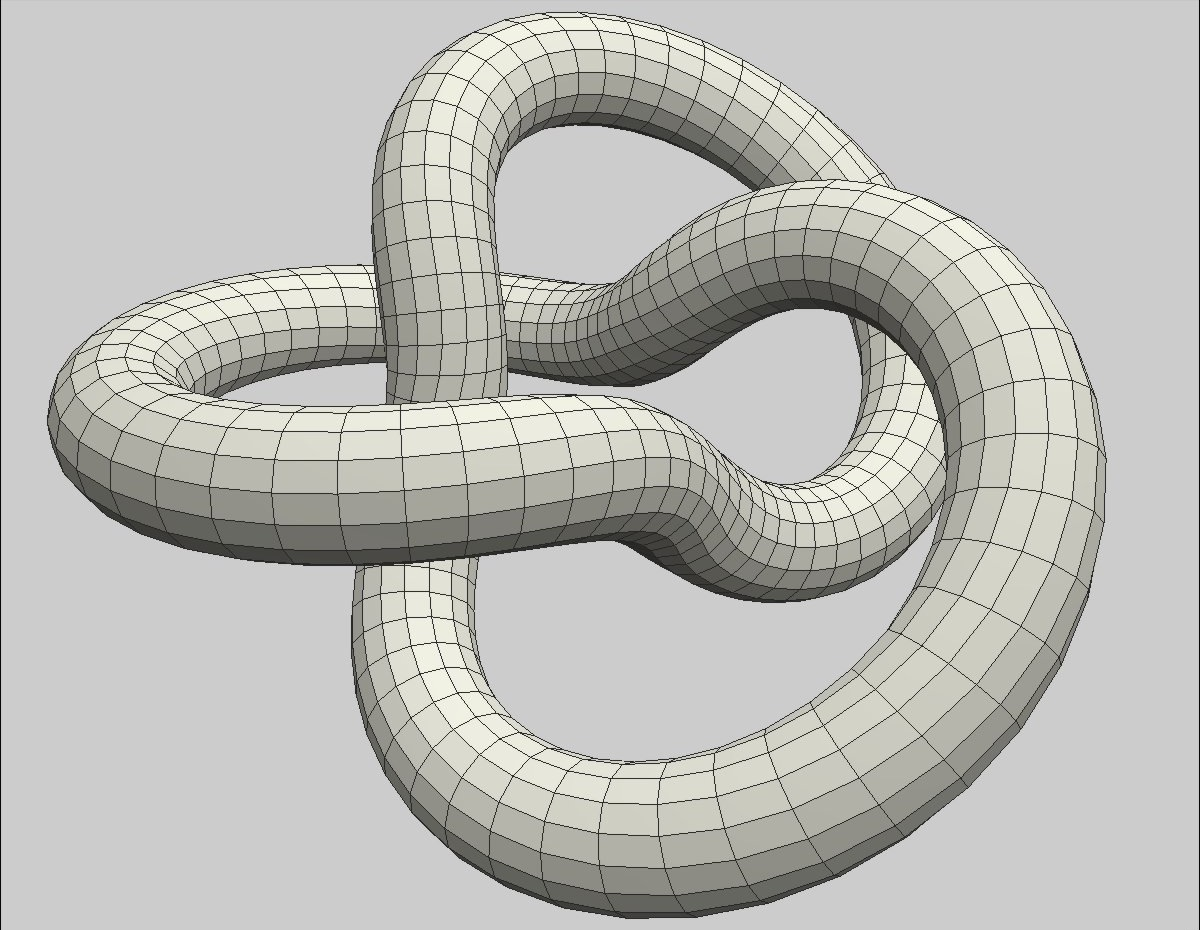
세잎 매듭의 3차원 표현.

매듭 이론(knot theory)은 매듭을 수학적으로 연구하는 위상수학의 한 분야이다.
여기에서 매듭이란 원을 3차원 유클리드 공간 R3에 묻은(embed) 것을 말한다. 일상적인 의미의 '매듭'은 대체로 긴 줄을 꼬아 묶은 것을 말하는데, 수학적인 매듭은 이 줄의 양쪽 끝을 붙인 것이다. 한 매듭을 R3 안에서 자기 자신을 통과하거나 중간을 자르지 않고 조금씩 움직여서 다른 매듭으로 만들 수 있으면 두 매듭이 '동등하다'고 한다. 이러한 서로 다른 매듭들을 분류하려고 하는 데서 이 이론이 출발하였다.

1771년 프랑스 수학자 알렉상드르테오필 방데르몽드가 매듭의 위상수학적인 특징을 다루며 중요성을 강조하였다. 이때 처음으로 매듭을 수학적으로 연구하기 시작했다. 이후 가우스도 매듭에 대해 다루었다. 20세기에 들어서 막스 덴이나 알렉산더 등이 매듭 군이나 호몰로지에서 불변량이라는 관점으로 연구하였다. 매듭이론의 다항식 불변량에는 대표적으로 알렉산더 다항식, 존스 다항식, 홈플리 다항식 등이 있다. 수학에서의 매듭이론은 간단히 말하면 매듭의 교차점의 수에 따라 매듭을 분류하는 것이다. 그런데 교차점의 수가 9개인 매듭은 수십 개 정도이지만 교차점의 수가 10개인 매듭은 수백 개가 되기 때문에 단순한 방법으로 이들을 분류하는 것은 불가능하다. 매듭을 분류하기 위해서 가장 먼저 해야 할 일은 두 매듭이 어떤 경우에 같은 매듭인지 정의를 하는 것이다.

## 참고 문헌
- 아키오 카와우치 (2009). 《매듭속의 수학》. 배용주 역. 서울: 경문사. ISBN 978-89-6105-244-3.[깨진 링크(과거 내용 찾기)]
- 고기형; 진교택 (1998년 9월 5일). 《매듭론》. 민음사. ISBN 89-374-3624-8.
- Adams, Colin C. (2004). 《The Knot Book: An Elementary Introduction to the Mathematical Theory of Knots》. American Mathematical Society. ISBN 978-0-8218-3678-1.
- Lickorish, W. B. Raymond (1997). 《An Introduction to Knot Theory》. Graduate Texts in Mathematics 175. Springer. doi:10.1007/978-1-4612-0691-0. ISBN 978-1-4612-6869-7. ISSN 0072-5285.
- Rolfsen, Dale (1976). 《Knots and Links》. Publish or Perish. ISBN 978-0-8218-3436-7.
- Sossinsky, Alexei (2004년 4월). 《Knots: Mathematics with a Twist》. Giselle Weiss 역. Harvard University Press. ISBN 978-067401381-0.

## 같이 보기
- 위상수학
- 세잎매듭
- 존스 다항식